# Società offshore
Con società offshore (in italiano società extraterritoriale) si identifica una società registrata in base alle leggi di uno Stato estero, che conduce la propria attività al di fuori dello Stato o della giurisdizione in cui è registrata. In sintesi, la sede legale è in un paese, l'attività in un altro. Ad oggi, è invalso l'uso di riferire questa denominazione a società che offrono condizioni fiscali favorevoli derivanti dalla registrazione in ordinamenti che prevedono scarsi controlli e pochi adempimenti contabili (cosiddetti paradisi fiscali).

## Caratteristiche
Uno degli obiettivi più frequenti collegati alla creazione di una società offshore è la riduzione dell'imposizione fiscale; ma tramite una società opportunamente configurata è anche possibile ottenere altri vantaggi: protezione del patrimonio, semplificazione della burocrazia, ottimizzazione dei costi, riservatezza. Nella pratica, le società offshore sono talvolta utilizzate per realizzare discretamente spericolate speculazioni, operazioni vietate o nascondere perdite di bilancio.
È perciò un fenomeno molto diffuso la costituzione di società offshore all'interno dell'architettura societaria di gruppi multinazionali.
Non solo le classiche isole tropicali (Bahamas, Seychelles, Isole Vergini, Vanuatu, ecc.) ma anche grandi stati non comunemente ritenuti offshore offrono l'opportunità di creare società a tassazione nulla o prossima allo zero. Regno Unito, Nuova Zelanda, Stati Uniti d'America, Portogallo, Austria, Paesi Bassi sono solo alcuni esempi.
Nonostante l'ammanco fiscale causato dalle società offshore ai cittadini di uno stato a fiscalità ordinaria, resta attualmente legale per un soggetto residente in qualsiasi stato creare e utilizzare una società offshore.

## La legislazione italiana
La legge sulla tutela del risparmio (L. 28 dicembre 2005 n. 262) ha iniziato ad incidere sul fenomeno delle società offshore, attribuendo al Ministro della giustizia il potere di determinare gli Stati «i cui ordinamenti non garantiscono la trasparenza della costituzione, della situazione patrimoniale e finanziaria e della gestione delle società». Sulle S.p.A. aperte italiane che controllino o siano collegate con società aventi sede in tali Stati ricadono particolari obblighi informativi.

Il Ministro della giustizia può inoltre individuare Stati che presentino «carenze particolarmente gravi». Le S.p.A. aperte italiane che intendano controllare società registrate in questi paesi sono tenute a rispettare un regolamento stabilito dalla CONSOB che valuti «le ragioni di carattere imprenditoriale» che motivano tale scelta. La Consob, qualora rilevi irregolarità, può presentare denuncia al tribunale.

## Giurisdizionioffshore
È possibile registrare società offshore in numerose giurisdizioni. In alcune di esse, come ad esempio Regno Unito (dove le società sono on-shore e devono pagare le tasse e portare contabilità) e Nuova Zelanda, esistono particolari tipi di società che offrono diversi vantaggi tipici delle entità offshore.
La seguente lista non è esaustiva.
- Andorra
- Anguilla
- Aruba
- Bahamas
- Barbados
- Belize
- Bermuda
- Isole Vergini britanniche
- Brunei
- Isole Cayman
- Isole Cook
- Costa Rica
- Cipro
- Dubai
- Delaware
- Gibilterra
- Grenada
- Guernsey
- Hong Kong
- Isola di Man
- Jersey
- Giordania
- Labuan
- Liberia
- Isole Marshall
- Madera
- Mauritius
- Principato di Monaco
- Nevis
- Nuova Zelanda
- Panama
- Ras al-Khaima
- Repubblica Dominicana
- Saint Lucia
- Seychelles
- Singapore
- Trinidad e Tobago
- Turks e Caicos
- Regno Unito
- Vanuatu